# ルービック360

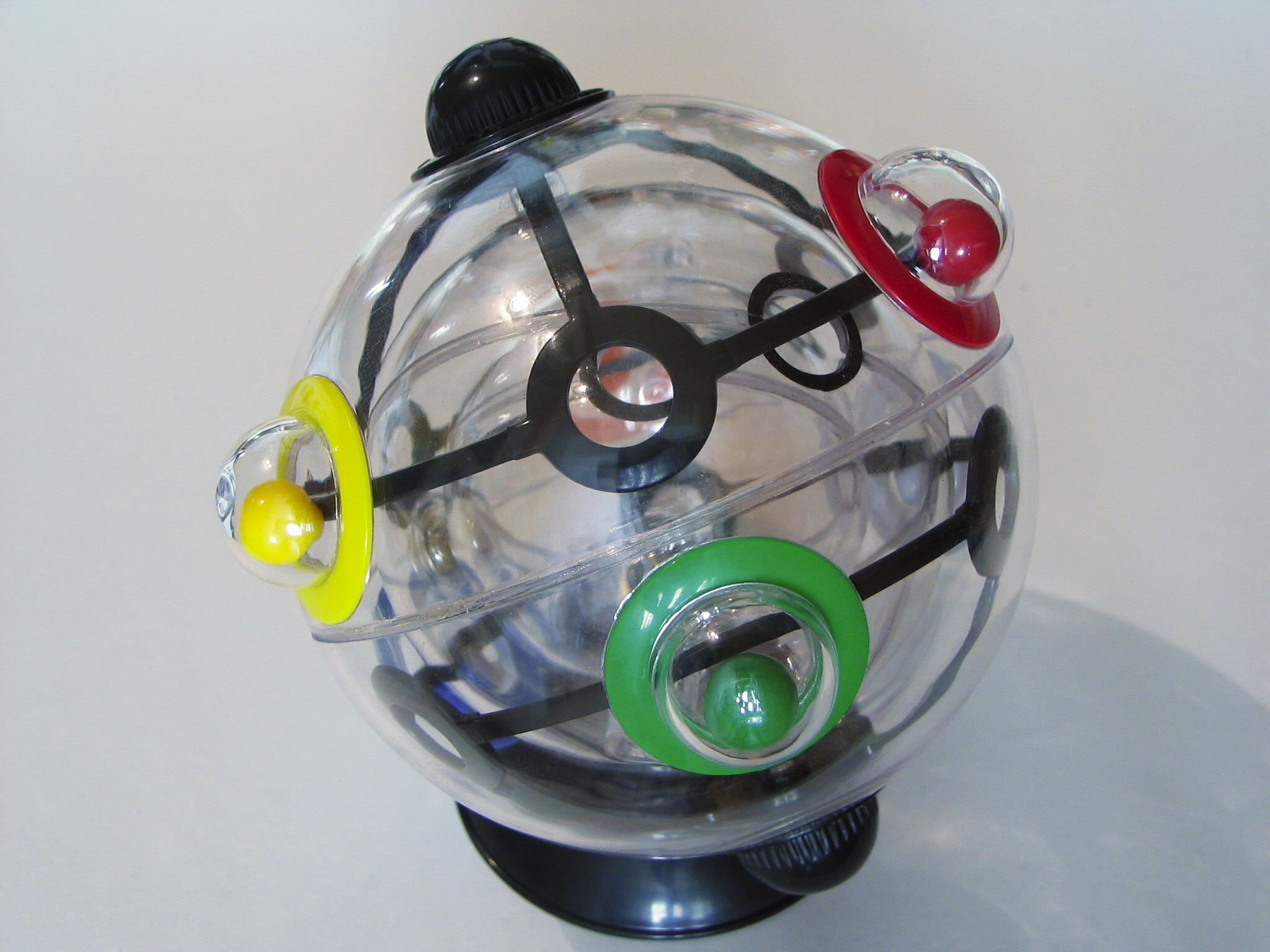
完成した状態のルービック360

ルービック360は、株式会社メガハウス社が販売する玩具。
エルノー・ルービックが考案した立体型パズルであり、3層の穴のあいた球体を移動させて外側にある色のついたポケットに同色のボールを入れる。2009年に発売され、同年の日本おもちゃ大賞、ハイターゲット・トイ部門大賞を受賞した。